# Miquel Masdeu Domènech
Miquel Masdeu Domènech (Reus, 21 de novembre de 1814 - Barcelona, 22 de novembre de 1888) va ser un milicià català.

## Biografia
Va néixer a Reus, fill de Miquel Masdeu i Josepa Domènech.
Carreter d'ofici i d'ideologia liberal, als 19 anys s'enrolà al cos de Miquelets a les ordres del general Montoro i passà a Vic en persecució de les primeres partides carlistes. Va rebre el baptisme de sang en una acció contra el capitost "Muchacho" a Sant Quirze de Besora. Dissolt el batalló al qual pertanyia, s'incorporà al que estava manat per Pep del Po, on va servir fins a l'acabament de la Primera Guerra Carlina. En una acció de guerra a Vilamajor del Vallès, quan Joan Prim, tinent de Miquelets, va caure ferit, com que es coneixien de petits a Reus i li tenia molt d'afecte, se'l carregà al coll i l'allunyà del lloc del combat. Acabada la guerra, Masdeu tornà a Reus on va seguir fent de carreter, fins que en passar per Reus el general Prim camí de Constantinoble com a observador militar de la Guerra de Crimea, el va prendre amb ell com a assistent. Tornat d'allà, Prim li va proporcionar una ocupació. Al final de la seva vida, sabedor l'ajuntament de Barcelona de l'estima que Masdeu sentia pel general, el va nomenar guardador de la seva estàtua del Parc de la Ciutadella. La gent el coneixia com a Miquelet Masdeu, tot i que era d'elevada estatura i de constitució hercúlia.
Va morir a Barcelona, on exercia de vigilant de parcs, als 75 anys.